# Gumi

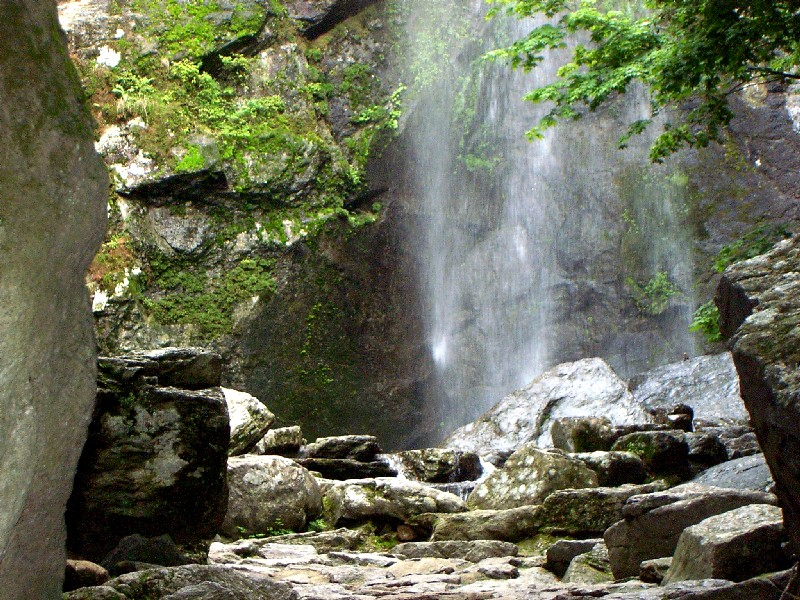
Geumosan National Park in Gumi

Gumi ist eine Stadt in der südkoreanischen Provinz Gyeongsangbuk-do. Sie ist Heimatstadt des 1979 ermordeten südkoreanischen Präsidenten Park Chung-hee. Während seiner Regierungszeit wurde die Industrie der Stadt durch den Staat stark gefördert. Heutzutage wird Gumi auch als Silicon Valley Südkoreas bezeichnet, da sich hier hauptsächlich Unternehmen wie LG und Samsung angesiedelt haben. Produziert werden hier vor allem Flüssigkristallbildschirme für den Consumer-Bereich.
2013 richtete sie als erste Stadt der Welt ein Elektrobusnetz ein, bei dem die OLEV-Busse kabellos über Induktionstechnik mit Strom aufgeladen werden (100 Kilowatt bei einer Frequenz von 20 Kilohertz und einer maximalen Übertragungseffizienz von 85 Prozent). Die Technologie wurde in Daejeon am KAIST entwickelt.

## Partnerstädte
Gumi unterhält seit 2015 eine Partnerschaft mit Wenzhou, China.

## Flusssäure-Störfall
Am 27. September 2012 ereignete sich beim Verladen von Flusssäure von einem Tankwagen ein Störfall im Betrieb der Hube Global Co., Ltd. in Gumi.
Dabei kam es zu einer Explosion und etwa 8 Tonnen Flusssäure wurden freigesetzt. Vier Mitarbeiter von Hube Global und ein Fremdarbeiter kamen ums Leben, mindestens 18 Schwerverletzte und etwa 3200 Personen wurden in Krankenhäusern behandelt.
Betroffen waren mehr als 12.200 Menschen, darunter Einsatzkräfte der Feuerwehr und der Polizei. Zu den materiellen Schäden gehören der Ernteausfall von 210 Hektar Getreide und 3940 Tiere. Hunderte von Einwohnern mussten mehr als zwei Monate evakuiert werden und 40 Unternehmen in der Nähe hatten einen Profitausfall von 5,3 Milliarden Südkoreanische Won. Die südkoreanische Regierung bezifferte ihre Restaurierungskosten im Katastrophengebiet mit 55,4 Milliarden Südkoreanische Won. Am 27. Januar 2013 und am 2. Mai 2013 ereigneten sich im Samsung-Halbleiterproduktionsbetrieb in Hwaseong weitere Störfälle mit Flusssäure.

## Persönlichkeiten
- Jo Tae-keun (* 1985), Fußballspieler
- Park Chung-hee (1917–1979), Militär, Politiker und Präsident der Republik Korea